# سامي بحت
سامي بحت (مواليد 1 يوليو 1970 في بغداد، العراق -) لاعب كرة قدم عراقي سابق، لعب لنادي الطلبة ومنتخبات العراق ناشئين وشباب والمنتخب الأولمبي ومدرب محترف.

## المسيرة
سامي بحت مثل نادي الطلبة لاعباً في الاشبال والناشئين والشباب أول موسم مع الفريق الأول لنادي الطلبة العراقي كان موسم (1986-1987)
لعب لمنتخب الناشئين في بطولة اسيا الأول 1985 في قطر المركز الثالث.
ثم مثل منتخب شباب العراق في بطولة كاس فلسطين التي جرت في بغداد 1989 المركز الثاني
كذلك مثل المنتخب الاولمبي العراقي في بطولة بنكلور في الهند 1990 المركز الأول
احترف التدريب في الإمارات أول محطة تدريبية كانت مع ناشئين نادي الذيد في الإمارات سنة 1994 ثم تدرج في العمل التدريبي ليستلم تدريب الفريق الأول.
وفي موسم (1998-1999) أصبح مدرباً لنادي العربي في الإمارات وبعد موسم واحد
تعاقدت إدارة نادي دبا الفجيرة الاماراتي مع المدرب سامي بحت في موسم (2000 لغاية 2004).
المحطة التدريبية الاحترافية التالية كانت في قطر تحديداً مع نادي الشمال القطري في موسم 2005/2006 تم اختيار سامي بخت أفضل مدرب في الجولة السابعة لدوري المحترفين في قطر موسم (2009-2010) بعد الفوز على نادي قطر 3-صفر
تم اختيار الكابتن سامي مستشاراً فنياً في نادي الشرطة العراقي موسم
2015/2016 وفي موسم 2017 تعاقدت إدارة نادي الديوانية مع سامي بحت بعد الصعود للدوري الممتاز العراقي.
وبعدها أصبح مديراً فنياً لنادي الشمال القطري موسم 2018/2019 .